# La Rance tidvattenkraftverk
La Rance tidvattenkraftverk är beläget där floden Rance i Bretagne mynnar i havet. Det färdigställdes 1966 och räknas som världens första tidvattenkraftverk. Det var också det största tills det passerades av Sihwaverket i Sydkorea 2011.

## Historik
Området kring floden Rance mynning är särskilt lämpligt för ett tidvattenkraftverk på grund av den stora nivåskillnaden mellan ebb och flod, i medeltal cirka 8,2 m och som mest 13,5 m vid springflod, störst i Frankrike och bland de största i världen. Dessutom är flodmynningen smal vilket gör att fördämningen kan vara ganska kort, 750 m. Det fanns planer på ett tidvattenkraftverk i floden Rance redan kring 1920. På 1940- och 1950-talen tog planerna fastare former och byggandet påbörjades 1961. Anläggningen togs i bruk i etapper 1966-1967 och invigdes av president de Gaulle den 26 november 1966. 

## Översikt
Anläggningen består av fyra avsnitt – en sluss, en kraftverksdel, en stenfylld fördämning och en del med öppningsbara portar, utskov. Ovanför finns en fyrfilig bilväg med gångbanor. 30 000 – 60 000 fordon passerar dagligen. Där finns också ett kontrollrum och ett besökscentrum. Tidvattenkraftverket har blivit en turistattraktion som varje år lockar många besökare.
Anläggningen kostade 620 miljoner franc att bygga, ett stort belopp på 1960-talet, men med investeringskostnaden nu avskriven är elproduktionen lönsam.

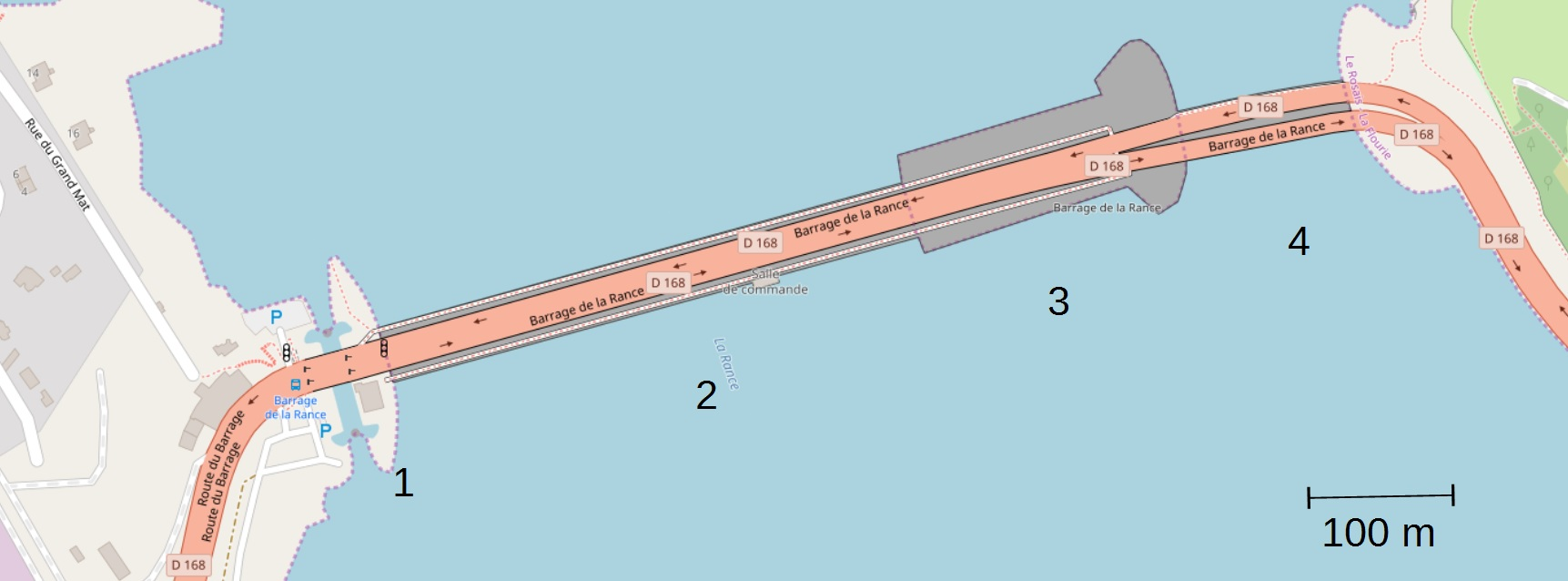
La Rance tidvattenkraftverk

1. Genom slussen passerar årligen ca 20 000 båtar. En klaffbro kan öppnas så att även större fartyg kan passera.
2. I kraftverket finns 24 växelströmsgeneratorer med en total effekt av 240 MW.
3. Fördämningsdelen planerades för att, vid behov, kunna ge plats för ytterligare generatorer.
4. I öster finns 6 portar som kan öppnas för att låta vattnet strömma fritt.

## Kraftproduktion
Varje turbin är reversibel så att vattenflödet kan användas för elproduktion både vid inflöde och utflöde ur bassängen. Detta åstadkoms genom att de fyra turbinbladens vinkel kan ändras mellan -5° och +35°. Turbinerna kan även användas för att pumpa vatten.
- Antal turbiner: 24 Kaplanturbiner
- Diameter: 5,35 m
- Vikt: 470 ton
- Rotationshastighet: 93,75 rpm
- Effekt per turbin: 10 MW
- Transformering av spänning till 225 kV

Årsproduktionen är 500 - 600 GWh vilket motsvarar en kapacitetsfaktor eller medeleffekt på cirka 25%.

## Miljöeffekter
Flora och fauna tog stor skada under konstruktionen av anläggningen beroende på fluktuerande salthalt, kraftig sedimentering och att organiskt material lagrades i bassängen. Både växt- och djurarter försvann. Tio år senare har en ny men ömtålig jämvikt återbildats. Maskar, kräftdjur och 70 olika fiskarter har återkommit. Man kan fiska ostron och kammussla. Antalet fågelarter är i stort oförändrat, 120 arter, bland annat måsar, sillgrissla och skarv. Sedimenteringen har ökat i lugna områden och minskat i områden med kraftiga strömmar men kan ändå sägas likna förhållandena i naturliga flodmynningar.